# Roza Sarkisian
Roza Sarkisian (en ucraniano: Саркісян Роза Володимирівна) (nacida el 20 de enero de 1987) es una directora de teatro y curadora ucraniana.

## Biografía
Estudió sociología política en la Universidad Nacional de Járkov. Se graduó en Dirección en la Universidad Nacional de Artes de Járkov en 2012.
En su etapa artística en Járkov fue fundadora y directora artística del teatro independiente De Facto (2012-2017), donde dirigió la obra "Yes my Führer" de Brigitte Schwaiger, la performance VO(Y)NA, la obra postdocumental Museum of Peace. Museo de la Guerra, To Kill Woman y otras producciones.
En los años 2017-2019 Roza trabajó como Directora Principal de Teatro del Primer Teatro Académico Ucraniano para Niños y Jóvenes en Lviv. Trabajó en Lviv con la dramaturga polaca Joanna Wichowska en la producción de Beautiful, Beautiful, Beautiful Times.
En los años 2017-2019 fue Directora de Personal en la Casa del Teatro Académico Nacional de Drama y Música de Ivano-Frankivsk.
También ha trabajado en el Teatro Powszechny de Varsovia (2021), en el Teatro Académico Lesia Ukrainka de Lviv (2020), en el Teatro Académico Actor de Kiev (2018), en el Teatro Municipal de Járkov para Niños y Jóvenes de Járkov (2015), en el Teatro Académico Juvenil Ruso de Moscú (2013) y en el Teatro Académico de Drama Ruso de Udmurt (2013).
En 2020 puso en escena una performance post-documental basada en las experiencias de actores y actrices e inspirada en motivos del Hamlet de Shakespeare y el efecto H de la  Hamletmachine de Heiner Müller. Durante la pandemia de COVID-19 en Ucrania, Sarkisian dirigió producciones que se estrenaron en Internet
En 2021 dirigió una producción de KOLO-BO-RACIO en la que se trabajó con jóvenes y actores con discapacidad.
Entre sus últimos trabajos más aplaudidos están: Sí, mi Führer (Teatro DeFacto, 2014), el Mi abuelo estaba excavando. Mi papá estaba excavando. Pero yo no lo haré (coproducción ucraniano-polaca, codirector: Agnieszka Błońska, 2016); Teoría del Gran Filtro (Teatro del Diálogo Contemporáneo, Poltava, 2017); Psicosis (Teatro Actor de Kiev, 2018); Tiempos maravillosos, maravillosos, maravillosos (el Primer Teatro de Lviv, 2018); y Macbeth (Teatro dramático académico Lesia Ukrainka en Lviv, 2019), H-effect basada en Hamlet de Shakeaspeare y Hamletmaschine de Heiner Muller (coproducción Ucrania-Polonia-Alemania, ONG "Art-Dialogue", 2020), Radio Mariia de Joanna Wichowska y Krysia Bednarek (Teatro Powszechny de Varsovia, 2022)
Sus producciones, que abordan los temas de la memoria colectiva, la identidad nacional, la manipulación política, la no normatividad y la opresión social, han ganado varios premios e invitaciones a muchos festivales en Ucrania (incluyendo Gogol Fest en Kiev, 2014 y 2016; Festival de Exploración Urbana de Lviv 2014; GaliciaKult en Járkov, 2016; Terra Futura en Jersón, 2016; Startup Gogol Fest en Mariúpol 2017; el León de Oro en Lviv, 2018; Fiesta de los desfiles en Járkov, 2018 y 2019; Svitohliad en Severodonieck, 2019) y en Polonia: Festival Desant.UA en Varsovia, 2017; Festival Close Strangers en Poznań, 2019.

## Premios
Roza es ganadora del concurso del British Council Ucrania "Taking the Stage 2017", así como de la beca Gaude Polonia del Ministro de Cultura y Patrimonio Nacional de la República de Polonia en 2017, de la beca de movilidad internacional "Culture Bridges" y de la beca artística del Presidente de Ucrania en 2019/2020. También ha ganado el premio "Personalidad del año 2018 de la ciudad de Lviv" en la categoría de teatro.